# Wikimedista em residência
Um wikimedista em residência ou wikipedista em residência (WiR) é um editor dos projetos Wikimedia que atua, como num estágio, normalmente em uma instituição de cultura ou educação. Esse tipo de atuação é documentado em galerias de arte, bibliotecas, arquivos e museus, além de universidades. O objetivo é que o wikimedista em residência incentive e apoie uma parceria entre a instituição em que atua e os projetos Wikimedia. Existem wikimedistas em residência desde 2010.